# Cultura Boian

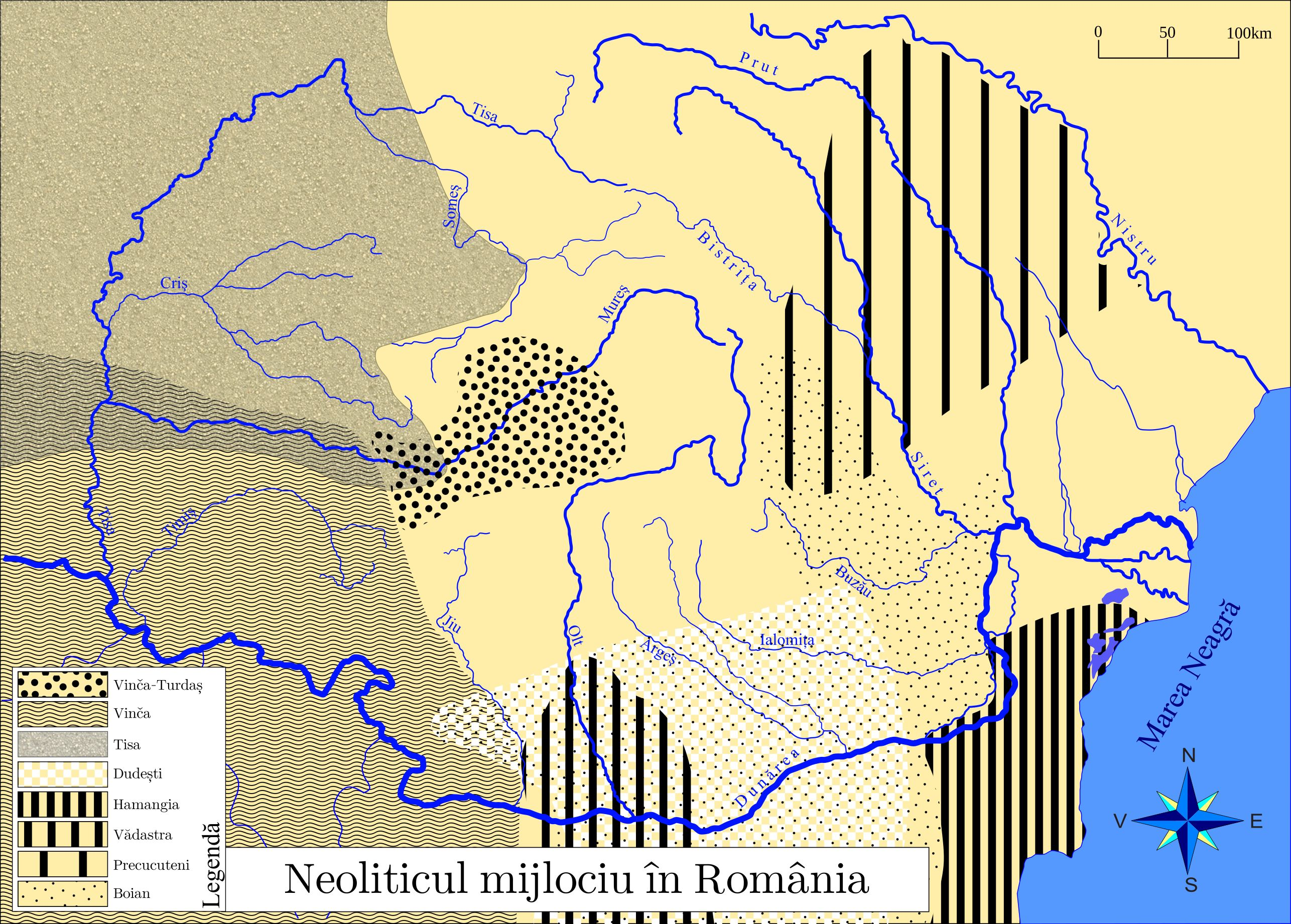
Arealul de răspândire a Culturii Boian în România

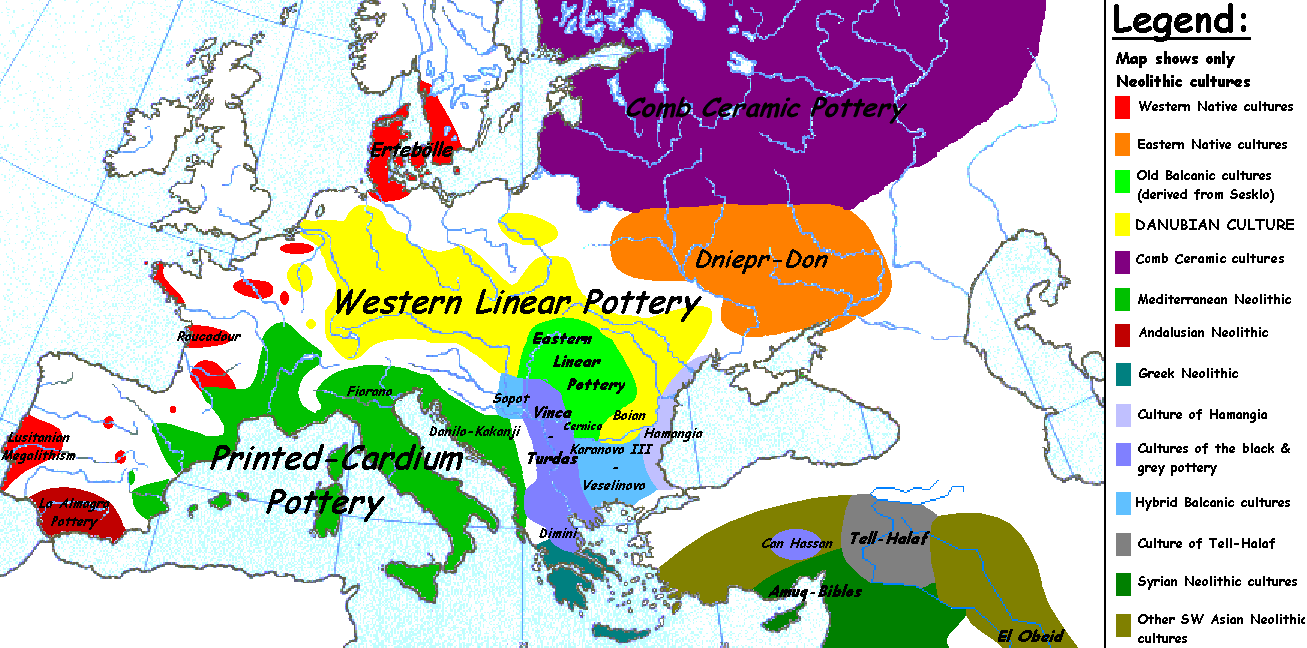
Europa în neoliticul mijlociu. Cultura Boian este marcată cu galben

Numele culturii neolitice provine de la prima așezare descoperită pe o insulă a lacului Boian în sudul provinciei românești Muntenia, în valea Dunării.

## Datare

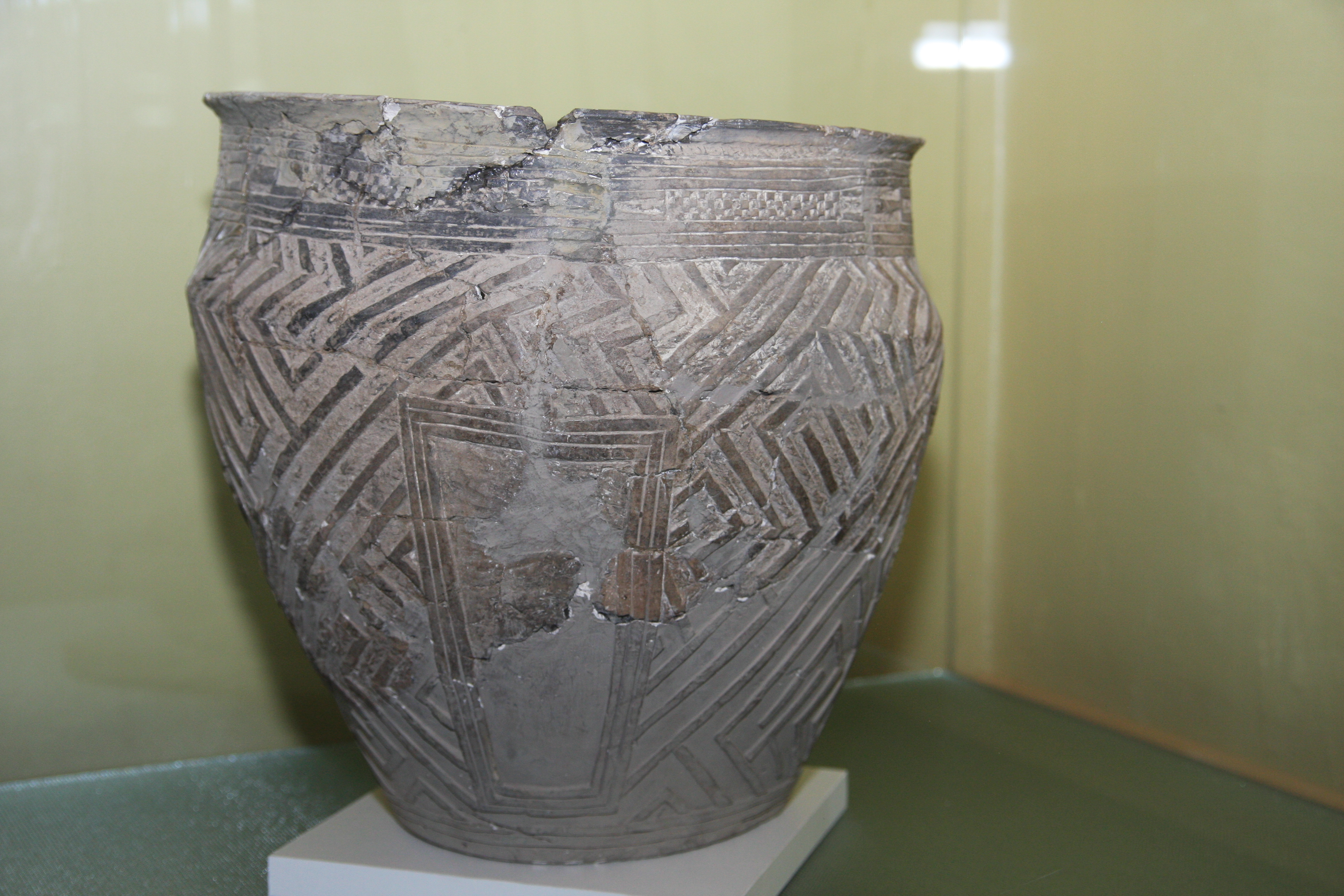
Vas aparținând culturii

Cultură a neoliticului mijlociu și recent, în parte contemporană cu cultura Hamangia, a fost împărțită în patru etape; ultima, numită Spanțov, datează din prima jumătate a mileniului V î.H.
Cultura Boian precede cultura Gumelnița și datează din epoca neolitică, iar primele fragmente de tip Boian au fost descoperite de G. Westen în anul 1867, cu prilejul săpăturilor efectuate în apropiere de satul Brăduț din județul Brașov.
Astfel a început prima perioadă din istoria cercetărilor referitoare la cultura Boian, care s-a încheiat în 1923 când au fost descoperite (de Radu Vulpe și Vladimir Dumitrescu) așezarea Boian A.

## Situare geografică
Acoperă o zonă geografică destul de restrânsă în timpul etapei timpurii (Muntenia), apoi teritoriul se extinde mai ales în direcția Mării Negre, până la a suprapune aria culturii Hamangia în Dobrogea. Cultura este cunoscută în Bulgaria sub numele de Marița.

## Locuirea
La început, așezările sunt destul de modeste, situate pe terase și în văi. În etapele dezvoltate, locuirea succesivă pe același loc și în așezări mai bine organizate, uneori fortificate, a dat naștere tell-urilor care au fost foarte frecvent reocupate în timpul culturii Gumelnița.

## Producția materială caracteristică
Ceramica este decorată cu motive geometrice realizate excizie și încrustație cu pastă albă; au fost descoperite și câteva obiecte din aramă, produse în fazele târzii.
Rituri funerare : Inhumația în poziție chircită este modul privilegiat de înmormântare.